# Аль-Завраа
«Аль-Завраа» (араб. نادي الزوراء الرياضي) — іракський футбольний клуб із Багдада, заснований 1969 року. Клуб вважається одним з найтитулованіших клубів в Іраку, завоювавши 14 чемпіонських титулів, більше, ніж будь-який інший клуб країни, при цьому «Аль-Завраа» жодного разу не вилітала з вищого дивізіону.
Команда також утримує рекорд зав кількістю здобутих Кубків Іраку (15), спільний рекорд за кількістю перемог у Кубку еліти (3) і рекорд за кількістю виграних іракських Суперкубків (4). Крім цього клуб є лише одним з двох команд країни, які виграли всі чотири з вищезазначених трофеїв у одному сезоні (1999/00), а також тримає рекорд безпрограшної серії у чемпіонаті — 39 матчів, з 1993 по 1994 рік.
Однак «Аль-Завраа» не може перенести своє внутрішнє домінування на міжнародну арену, не зумівши здобути жодного офіційного трофею, на відміну від їх головних конкурентів по Багдадському дербі клубами «Аль-Шорта» і «Аль-Кува Аль-Джавія». Найкращими ж результатами клубу «Аль-Завраа» є четверте місце Азійської клубної першості в сезоні 1996/97, а також фінал Кубка кубків АФК 1999/00, де вони поступилися японському клубу «Сімідзу С-Палс». Після створення 2002 року Ліги чемпіонів АФК клуб не зумів жодного разу пройти груповий етап, проходячи лише до плей-оф в Кубку АФК та Кубку арабських чемпіонів.
Основна форма команди — біла, таким чином їх прізвисько «Аль-Наваріс», що означає «Чайки».

## Історія

### 1969—1974: три підвищення за п'ять років
Команда була заснована 29 червня 1969 року під назвою «Аль-Мувасалат», яка стала брати участь в іракському четвертому дивізіоні. У сезоні 1970/71 вони перемогли в цьому дивізіоні і були підвищені в третій дивізіон.
16 листопада 1972 року клуб було перейменовано в «Аль-Завраа» і у сезоні 1973/74 клуб виграв третій дивізіон, знову підвищившись у класі. Там клуб з першої спроби виграв другий дивізіон під керівництвом Рашида Радхі, з яким вперше в історії вийшли до іракської Національної ліги на сезон 1975/76.

### 1975—1980: Перше чемпіонство і Кубок
У 1975 році клуб «Аль-Накіл», що був віце-чемпіоном у останньому сезон, змушений був через фінансові проблеми припинити своє існування, об'єднавшись із клубом «Аль-Завраа». Таким чином гравці «Аль-Накіла», що були у попередньому сезоні лише в одному очку від чемпіонства, посилили нову команду, зробивши її однією з найсильніших клубів в Іраку прямо зі свого першого сезону в вищому дивізіоні. В цьому ж дебютному сезоні 1975/76 клубу вдалося виграти чемпіонський титул, випередивши на п'ять очок другу команду, «Аль-Таяран», яка згодом отримала назву «Аль-Кува Аль-Джавія» і стала одним з найголовніших суперників. «Аль-Завраа» також виграла і Кубок Іраку в цьому сезоні, розгромивши з рахунком 5:0 клуб «Аль-Баладіят» і здобувши свій перший «золотий дубль».
У наступному сезоні 1976/77, який виявився одноколовим, «Аль-Завраа» зберегла свій титул, вигравши чемпіонат не зазнавши жодної поразки з результатом дев'ять перемог і дві нічиї (команда програла одну із своїх ігор у другій половині сезону — 3:2 проти «Аль-Баладії», але згодом друге коло було скасоване).
Сезоні 1977/78 клуб закінчив на другому місці, а в Кубку країни вилетіли вже у чвертьфіналі, таким чином це став їх перший безтрофейний сезон з часу виходу в еліту.
У наступному сезоні 1978/79 клуб повернув собі «золотий дубль», вигравши чемпіонат без жодної поразки (сім перемог і п'ять нічиїх), а в фіналі Кубка Іраку здолали 3:1 «Аль-Джейш». «Аль-Завраа» була дуже близька до повторення цього результату і наступного сезону, але в останньому турі чемпіонату вони зіграли внічию 1:1 з «Аль-Шабабом», через що їх за різницею м'ячів обійшла «Аль-Шорта». «Аль-Завраа» також не змогла завоювати Кубок Іраку в цьому сезоні, програвши у півфіналі клубу «Аль-Талаба».

### 1980—1990: десятиліття без чемпіонств
1980-ті роки стали найгіршим десятиріччям в історії команди, оскільки їй не вдалося виграти жодного титулу чемпіона країни. Сезон 1980/81 клуб закінчив на скромному сьомому місці, однак виграв свій третій Кубок Іраку, перемігши у фіналі «Аль-Талабу» (1:0). Наступний сезон 1981/82 клуб закінчив п'ятим, але в черговий раз виграв Кубок країни, обігравши і цього разу «Аль-Талабу» (2:1).
В наступні роки «Аль-Завраа» перестала боротись навіть за кубкові трофеї, продовжуючи у чемпіонаті буди середняком: у сезоні 1982-83 лише сьоме місце, а у 1983/84 — п'яте.
Сезон 1984/85 не був завершений і на момент скасування «Аль-Завраа» перебувала на восьмій позиції, а наступний розіграш 1985/86 взагалі став одним з найгірших в історії команди, «Аль-Завраа» закінчила турнір на дев'ятому місці, всього в одному очку від вильоту.
Наступні два сезони 1986/87 і 1987/88 клуб був сьомим, при цьому у другому з цих сезонів команда дійшла до фіналу Кубка Іраку, де програла по пенальті «Аль-Рашиду».
Покращення в результатах команди відбулось у наступному сезоні 1988-89, де клуб посів четверте місце в чемпіонаті і виграв Кубок Іраку в п'ятий раз. Такий самий результат команда показала і у наступному сезоні, фінішувавши знову четвертим і вигравши Кубок Іраку.

### 1990—2001: повернення лідерства
Нове десятиліття виявилось набагато кращим — вже у першому сезоні 1990-91 «Аль-Завраа» стала вчетверте чемпіоном, а також завоювала ще один Кубок Іраку, здобувши черговий «золотий дубль».
В наступному сезоні 1991/92 команда стала віце-чемпіоном, а в Кубку вилетіла вже на стадії 1/16 фіналу. Але без трофею «Аль-Завраа» не залишилась, вигравши перший в історії розіграшу Кубок еліти. В сезоні 1992/93 клуб знову став віце-чемпіоном, і виграв черговий Кубок Іраку, перемігши у фіналі «Аль-Талабу».
Наступні три сезони були найкращими в історії клубу — він виграв три «золотих дублі» поспіль (1993/94, 1994/95 і 1995/96), а також взяли участь у своєму першому турнірі під егідою АФК, вилетівши вже у першому раунді Кубка кубків АФК 1993/94.
«Аль-Завраа» не виграла жодного трофею у сезоні 1996/97, поступившись в усіх трьох внутрнішніх турнірах своєму головному супернику клубу «Аль-Кува Аль-Джавія». Тим не менш «Аль-Завраа» в тому сезоні досягла найвищого результату на міжнародній арені, дійшовши до півфіналу Клубного чемпіонату Азії.
У сезоні 1997/98 «Аль-Завраа» мала шанси виграти чемпіонат в останньому турі, але в підсумку посіла лише третє місце після нічиєї 1:1 в заключному матчі з «Аль-Кувою». Тим не менше, їм вдалося виграти Кубок Іраку, а потім, і перший в своїй історії іракський Суперкубок, здолавши з рахунком 1:0 «Аль-Шорту».
Наступні два сезони (1998/99 та 1999/00) знову стали зоряними для команди, яка двічі поспіль виграла «золотий дубль», також вигравши по разу Кубок еліти і Суперкубок та дійшовши до фіналу Азійського кубка кубків, де програли 1:0 клубу «Сімідзу С-Палс» з Японії.
В сезоні 2000/01 клуб виграв свій третій поспіль чемпіонський титул, а також виграв Суперкубок Іраку, але у фіналі Кубка еліти поступився 1:0 «Аль-Шорті».

### ХХІ століття
ХХІ століття клуб розпочав з погіршення результатів, зайнявши у сезонах 2001/02 та 2002/03 двічі поспіль четверте місце, а турнір 2003/04 не був завершений через війну. Втім 2003 року команда втретє і востаннє виграла Кубок еліти. Після цього «Аль-Завраа» ще раз фінішувала на четвертій позиції в сезоні 2004/05.
У сезоні 2005/06 команда здобула свій 11-й чемпіонський титул, перемігши «Аль-Наджаф» в серії пенальті після нульової нічиєї в основний час. Наступні чотири сезони (2006/07, 2007/08, 2008/09 і 2009/10) команда залишалась без трофеїв закінчуючи чемпіонат на восьмому, другому, сьомому і третьому місцях відповідно. Між тим, в цей період часу вони також зіграли в двох турнірах АФК: Лізі чемпіонів АФК у 2007 році (виліт на груповому етапі) та Кубку АФК у 2009 році (виліт в 1/8 фіналу).
У сезоні 2010/11 «Аль-Завраа» повернулась на вершину, вигравши свій 12-й чемпіонський титул, знову здолавши в серії пенальті клуб «Ербіль». Цей результат дозволив команді зіграти у Кубку АФК 2012 року, але вони знову вилетіли у 1/8 фіналу.
В наступні сезони результати команди погіршились — восьме місце у сезоні 2011-12, четверте — у 2012/13, шосте — у 2013/14 і знову восьме місце в сезоні 2014/15.
Лише в сезоні 2015/16 команді знову вдалося завоювати чемпіонський титул, не програвши жодного матчу турніру, а також вона досягла фіналу Кубка Іраку, але там зазнала поразки з рахунком 2:0 від «Аль-Куви», втративши шанс виграти свій 15-й національний кубок. Після цього саме в «Аль-Куву» і перейшов на роботу головний тренер команди Басім Касім, без якого «Аль-Завраа» знову погіршила результати, ставши четвертою у сезоні 2016/17, але таки виграла Кубок Іраку, здобувши рекордний для турніру 15-ий трофей, а потім вигравши і рекордний четвертий Суперкубок Іраку.
В сезоні 2017/18 «Аль-Завраа» здобула 14-й титул чемпіонат країни, що також стало рекордом країни.

## Стадіон
Клуб грає на стадіоні «Аль-Завраа», який був знесений 2012 року для будівництва на його місці нової сучасної арени, через що клуб змушений був тимчасово виступати на арені своїх конкурентів — стадіоні «Аль-Шааб».

## Тренери
| Ім'я           | З                     | По                  | Результат | Результат | Результат | Результат | Результат |
| Ім'я           | З                     | По                  | І         | В         | Н         | П         | В %       |
| -------------- | --------------------- | ------------------- | --------- | --------- | --------- | --------- | --------- |
| Радхі Шенайшил | 13 серпня 2007        | 1 вересня 2008      | 13        | 8         | 2         | 3         | 61,54     |
| Ях'я Алван     | 2008                  | 2009                | 19        | 8         | 6         | 5         | 42,11     |
| Радхі Шенайшил | 8 вересня 2010        | 16 серпня 2011      | 27        | 19        | 6         | 2         | 70,37     |
| Ях'я Алван     | 2011                  | 2012                | 13        | 6         | 4         | 3         | 46,15     |
| Радхі Шенайшил | 26 березня 2012 року  | 3 лютого 2014 року  | 62        | 28        | 18        | 16        | 45,16     |
| Емад Мохаммед  | 6 жовтня 2014         | 30 червня 2015      | 22        | 9         | 5         | 8         | 40,91     |
| Басім Касім    | 21 липня 2015         | 9 червня 2016       | 31        | 20        | 9         | 2         | 64,52     |
| Таїр Ахмед     | 14 червня 2016        | 1 листопада 2016    | 6         | 2         | 2         | 2         | 33,33     |
| Ессам Хамад    | 3 листопада 2016 року | 22 серпня 2017 року | 44        | 27        | 12        | 5         | 61,36     |
| Аюб Одішо      | 23 серпня 2017        | присутній           | 57        | 36        | 18        | 3         | 63,16     |

## Досягнення
- Іракська Прем'єр-ліга

Чемпіон (14): 1975-76, 1976-77, 1978-79, 1990-91, 1993-94, 1994-95, 1995-96, 1998-99, 1999—2000, 2000-01, 2005-06, 2010-11, 2015-16, 2017-18
- Кубок Іраку

Володар (16): 1975-76, 1978-79, 1980-81, 1981-82, 1988-89, 1989-90, 1990-91, 1992-93, 1993-94, 1994-95, 1995-96, 1997-98, 1998-99, 1999—2000, 2016-17, 2018-19
- Кубок еліти[en]

Володар (3): 1991, 1999, 2003
- Суперкубок Іраку

Володар (5): 1998, 1999, 2000, 2017, 2021

## Статистика
| Сезон      | М | І  | В  | Н  | П  | ГЗ | ГП | РГ | О  | Кубок       |
| ---------- | - | -- | -- | -- | -- | -- | -- | -- | -- | ----------- |
| 2000–01    | 1 | 30 | 23 | 1  | 6  | 80 | 24 | 56 | 70 | —           |
| 2001–02    | 4 | 38 | 22 | 8  | 8  | 70 | 30 | 40 | 74 | 1/4 фіналу  |
| 2002–03    | 4 | 19 | 11 | 6  | 2  | 36 | 13 | 26 | 39 | 1/16 фіналу |
| 2003–04(1) | — | —  | —  | —  | —  | —  | —  | —  | —  | —           |
| 2004–05    | 4 | 23 | 14 | 8  | 1  | 53 | 13 | 40 | 50 | —           |
| 2005–06    | 1 | 19 | 13 | 6  | 0  | 41 | 10 | 31 | 45 | —           |
| 2006–07    | 8 | 13 | 4  | 7  | 2  | 17 | 11 | 6  | 19 | —           |
| 2007–08    | 2 | 30 | 15 | 8  | 7  | 24 | 18 | 18 | 53 | —           |
| 2008–09    | 7 | 24 | 9  | 9  | 6  | 30 | 24 | 6  | 36 | —           |
| 2009–10    | 3 | 42 | 24 | 7  | 11 | 49 | 33 | 16 | 79 | —           |
| 2010–11    | 1 | 27 | 19 | 6  | 2  | 45 | 15 | 30 | 63 | —           |
| 2011–12    | 8 | 38 | 15 | 11 | 12 | 54 | 35 | 19 | 56 | —           |
| 2012–13    | 4 | 34 | 18 | 11 | 5  | 61 | 29 | 32 | 65 | 1/16 фіналу |
| 2013–14    | 6 | 22 | 9  | 6  | 7  | 31 | 25 | 6  | 33 | —           |
| 2014–15    | 8 | 24 | 10 | 5  | 9  | 26 | 29 | -3 | 35 | —           |
| 2015–16    | 1 | 24 | 15 | 9  | 0  | 37 | 15 | 22 | 54 | Фінал       |
| 2016–17    | 4 | 36 | 21 | 9  | 6  | 67 | 28 | 39 | 72 | Володар     |
| 2017–18    | 1 | 38 | 26 | 10 | 2  | 66 | 26 | 40 | 88 | —           |

## Виступи у змаганнях АФК
- Ліга Чемпіонів:

2003: Третій відбірковий раунд
2005: груповий етап
2007: груповий етап
- Кубок АФК:

2009: 1/8 фіналу
2012: 1/8 фіналу
2017: Зональний півфінал
2018: Груповий етап

### Клубний чемпіонат Азії
1996: Другий Раунд
1997: 4-е місце
1998: Другий Раунд
2001: Перший Раунд
2002: Другий Раунд

### Кубок володарів кубків Азії
1993/94: Перший Раунд
1999/00: фіналіст